# Parlamento Nacional de Papúa Nueva Guinea
El Parlamento Nacional de Papúa Nueva Guinea es la legislatura nacional unicameral de Papúa Nueva Guinea. Fue creada en 1964 como la Cámara de la Asamblea de Papúa y Nueva Guinea, pero obtuvo su nombre actual después de que la nación obtuviera la independencia en 1975.
Los 111 miembros del parlamento cumplen mandatos de cinco años, 89 de los cuales son elegidos entre electorados "abiertos" uninominales, a los que a veces se hace referencia como "escaños", pero que oficialmente se conocen como distritos electorales. Los 22 restantes se eligen entre electorados provinciales uninominales: las 20 provincias, la provincia autónoma de Bougainville (Salomón del Norte) y el Distrito Capital Nacional. Cada miembro provincial se convierte en gobernador de su provincia a menos que asuma un cargo ministerial, en cuyo caso la gobernación pasa a un miembro abierto de la provincia.
Desde 1964 hasta 1977 se utilizó un Sistema de Voto Preferencial Opcional. El primer sistema de correos se utilizó desde 1977 hasta 2002. Las reformas electorales introducidas por el ex primer ministro Mekere Morauta introdujeron el voto preferencial limitado, en el que los votantes contaban con tres candidatos preferidos. El LPV se utilizó por primera vez a nivel nacional en las elecciones de 2007.
Como en otros reinos de la Mancomunidad, el partido o coalición con más escaños en el parlamento es invitado por el Gobernador General a formar gobierno, y su líder se convierte posteriormente en Primer Ministro de Papúa Nueva Guinea. Luego, el Primer Ministro nombra su gabinete entre sus compañeros parlamentarios. Los miembros del parlamento se sientan de manera similar a otros parlamentos del sistema de Westminster, pero usan sillas en lugar de bancos.
Papúa Nueva Guinea tiene una cultura política conflictiva y ningún partido en la historia del parlamento ha obtenido todavía la mayoría. Por eso, las negociaciones entre partidos siempre han sido necesarias para formar gobiernos. Los nuevos gobiernos están protegidos contra votos de censura durante sus primeros 18 meses y durante los últimos 12 meses antes de una elección nacional. Más recientemente, en una medida destinada a minimizar aún más las mociones de censura, el entonces primer ministro Mekere Morauta introdujo cambios que impidieron a los miembros del gobierno votar a favor de dicha moción.
Todos los ciudadanos mayores de 18 años pueden votar, aunque el voto no es obligatorio.